# Hans Stille
Hans Wilhelm Stille (Hannover, 8 de outubro de 1876 – Hannover, 26 de dezembro de 1966) foi um geólogo alemão. É considerado um dos mais significativos geólogos do século XX. Foi professor de geologia da Universidade de Göttingen, Universidade de Hannover e a partir de 1932 da Universidade Humboldt de Berlim. Em 1946 fundou em Berlim Oriental o Geotektonisches Institut, do qual originou-se mais tarde o Zentralinstitut für Physik der Erde (ZIPE).

## Prêmios e condecorações
- 1946 - primeira Plaqueta Leopold von Buch
- 1948 - Dedicação da Medalha Hans Stille pela Sociedade de Geociências da Alemanha
- 1950 a 1966 - diversas honrarias e Festschriften
- 1953 - Ordem do Mérito da República Federal da Alemanha
- 1956 - Paul Ramdohr denominou o mineral raro descoberto por ele como stilleit em memória de Hans Stille.

Hans Stille recebeu um doutorado honoris causa em cinco universidade: Universidade Humboldt de Berlim, Universidade de Sófia, Universidade de Tübingen, Universidade de Jena e Universidade de Hannover. Foi membro ordinário, correspondente e membro honorário das academias de ciências de Berlim, Göttingen, Munique, Halle, Oslo, Paris, Madrid, Viena, Barcelona, Atenas e Bucareste.